# Заліщицька ратуша
Залі́щицька ра́туша — приміщення магістрату міста Заліщиків (Тернопільська область). Ратуша не збереглась. 
У середині XVIII ст. в центрі Заліщиків звели невеликий замок-палацик, який, фактично, виконував функцію мисливського будинку. Про його оборонний характер свідчили мури завтовшки до 1,5 м, бійниці та невисокі вежі. До замочку вели дві міцні, гарні брами з гербами власників та постатями лицаря і жінки. Згодом споруду переобладнали на ратушу.

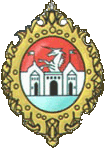
Герб Заліщиків

Ратуша була прямокутна у плані, двоповерхова і складалася з двох корпусів, між якими було невелике подвір'я. На чотирьох кутах ратуші здіймались чотири оригінальні сиґнатурки зі шпилями. На першому поверсі споруди містились численні крамнички та склади. Решту приміщень займав магістрат Заліщиків. Після Другої світової війни, після приходу радянської влади, в 1969 році ратушу розібрали. На місці найстарішої будови розбили клумбу, в центрі якої поставили пам'ятник Леніну. Тепер на цьому місці стоять ліхтарі як вічний вогонь по ратуші. 
На гербі Заліщиків зображена Заліщицька ратуша та Єдиноріг над нею. 
Світлину ратуші можна побачити у праці «Przeszlość і zabytki województwa Tarnapolskiego» (S. LXXIII).